# Benzylchlorid
Benzylchlorid (systematický název (chlormethyl)benzen) je organická sloučenina se vzorcem C6H5CH2Cl. Tato bezbarvá kapalina se používá jako reaktant v chemickém průmyslu a v organické syntéze.

## Výroba
Benzylchlorid se vyrábí fotochemickou reakcí plynného toluenu s chlorem:
C6H5CH3 + Cl2 → C6H5CH2Cl + HCl
Reakce probíhá radikálovým mechanismem, přičemž jako meziprodukt vzniká atomární chlor; vedlejšími produkty jsou benzalchlorid a benzotrichlorid. Tímto způsobem se ročně vyrobí okolo 100 000 tun.
Existují i další metody, jako například Blancova chlormethylace benzenu. Benzylchlorid byl poprvé připraven z benzylalkoholu a kyseliny chlorovodíkové.

## Použití a reakce
V průmyslu se benzylchlorid používá jako prekurzor benzylesterů, které jsou surovinami při výrobě plastifikátorů, aromat a vůní. Kyselina fenyloctová, používaná k výrobě léčiv, se získává z fenylacetonitrilu, jenž vzniká reakcí benzylchloridu s kyanidem sodným. Kvartérní amoniové soli, sloužící jako tenzidy, se získávají alkylací terciárních aminů benzylchloridem.
V organické syntéze se používá k připojení benzylové chránicí skupiny reakcí s alkoholy za vzniku příslušného benzyletheru, karboxylové kyseliny a benzylesteru. Kyselinu benzoovou lze připravit oxidací benzylchloridu pomocí manganistanu draselného v zásaditém prostředí:
C6H5CH2Cl + 2 KOH + 2 [O] → C6H5COOK + KCl + H2O
Benzylchlorid je možné použít při přípravě amfetaminů. S kovovým hořčíkem reaguje za tvorby Grignardova činidla. Je upřednostňován před benzylbromidem, který jako produkt dává 1,2-difenylethan.

## Bezpečnost
Benzylchlorid je alkylační činidlo a díky své vysoké reaktivitě (srovnatelné jako u alkylchloridů) reaguje s vodou; produkty hydrolýzy, například při styku se sliznicemi, jsou benzylalkohol a kyselina chlorovodíková, kvůli čemuž má slzotvorné účinky a byl použit jako chemická zbraň. Rovněž silně dráždí kůži.